# Dioscorea hondurensis
Dioscorea hondurensis är en enhjärtbladig växtart som beskrevs av Reinhard Gustav Paul Knuth. Dioscorea hondurensis ingår i släktet Dioscorea och familjen Dioscoreaceae. Inga underarter finns listade i Catalogue of Life.